# Luis Alberto Lazarte
Luis Alberto Lazarte (* 4. März 1971 in Mar del Plata, Argentinien) ist ein argentinischer Boxer im Halbfliegengewicht. 

## Profikarriere
Im Jahre 1996 begann er erfolgreich seine Profikarriere. Am 29. Mai 2010 boxte er gegen Carlos Tamara um den Weltmeistertitel des Verbandes IBF und siegte nach Punkten. Diesen Gürtel verlor er allerdings bereits in seiner zweiten Titelverteidigung Ende April des darauffolgenden Jahres an Ulises Solis.